# Station Skawa
Station Skawa is een spoorwegstation in de Poolse plaats Skawa.